# Shinmei-Linie
| Dieseltriebzug des Typs KiHa 53 in Shumarinai (Februar 1994) |                   |                           |                          |
| |                   |                           |                          |
| Streckenlänge: | 121,8 km          |                           |                          |
| Spurweite: | 1067 mm (Kapspur) |                           |                          |
| Maximale Neigung: | 25 ‰              |                           |                          |
| Minimaler Radius: | 250 m             |                           |                          |
| Zweigleisigkeit: | nein              |                           |                          |
| |                   |                           |                          |
| \| \| \| → Rumoi-Hauptlinie \| 1910– \| \| \| 0,0 \| Fukagawa (深川) \| 1898– \| \| \| \| ←↑ Hakodate-Hauptlinie \| 1898– \| \| \| 4,7 \| Maruyama (円山) \| 1955–1995 \| \| \| \| Tadoshi-Tunnel \| \| \| \| 10,8 \| Kami-Tadoshi (上多度志) \| 1946–1995 \| \| \| 14,0 \| Tadoshi (多度志) \| 1924–1995 \| \| \| 19,4 \| Uma (宇摩) \| 1955–1995 \| \| \| 22,3 \| Horonari (幌成) \| 1926–1995 \| \| \| 24,1 \| Shimo-Horonari (下幌成) \| 1955–1995 \| \| \| 27,3 \| Takadomari (鷹泊) \| 1926–1995 \| \| \| \| Horokanai-Tunnel (772 m) \| \| \| \| 37,9 \| Numaushi (沼牛) \| 1929–1995 \| \| \| 39,9 \| Shin-Nariu (新成生) \| 1955–1995 \| \| \| 43,7 \| Horokanai (幌加内) \| 1929–1995 \| \| \| 46,8 \| Kami-Horokanai (上幌加内) \| 1955–1995 \| \| \| \| Uryū-gawa (2×) \| \| \| \| 51,1 \| Uembetsu (雨煙別) \| 1931–1990 \| \| \| \| Uryū-gawa \| \| \| \| 56,2 \| Seiwa-Onsen (政和温泉) \| 1961–1990 \| \| \| 56,4 \| Seiwa-Onsen (政和温泉) \| 1955–1961 \| \| \| 58,7 \| Seiwa (政和) \| 1931–1995 \| \| \| 64,2 \| Shintomi (新富) \| 1955–1990 \| \| \| 68,6 \| Soeushinai (添牛内) \| 1931–1995 \| \| \| 72,2 \| Omagari (大曲) \| 1955–1976 \| \| \| \| Uryū-gawa \| \| \| \| 75,5 \| Kyōei (共栄) \| 1955–1995 \| \| \| \| Uryū-gawa \| \| \| \| 78,8 \| Shumarinai (朱鞠内) \| 1932–1995 \| \| \| \| → unvollendete Strecke \| \| \| \| \| Uryū-gawa (2×) \| \| \| \| 80,7 \| Kohan (湖畔) \| 1956–1995 \| \| \| \| 1. Uryū-Tunnel \| \| \| \| 85,0 \| Utsunai (宇津内) \| 1941–1956 \| \| \| 89,5 \| Fukinodai (蕗ノ台) \| 1941–1990 \| \| \| \| 2. Uryū-Tunnel (1005 m) \| \| \| \| 93,6 \| Shirakaba (白樺) \| 1941–1990 \| \| \| 99,0 \| Kita-Moshiri (北母子里) \| 1941–1995 \| \| \| \| Meiame-Tunnel (1530 m) \| \| \| \| 114,6 \| Teshio-Yayoi (天塩弥生) \| 1937–1995 \| \| \| 117,8 \| Nishi-Nayoro (西名寄) \| 1937–1995 \| \| \| \| Teshio-gawa \| \| \| \| \| ↔ Sōya-Hauptlinie \| 1903– \| \| \| 121,8 \| Nayoro (名寄) \| 1903– \| \| \| \| ↓ Nayoro-Hauptlinie \| 1919–1989 \| |                   |                           |                          |
| Abzweig geradeaus und von links · Strecke quer |                   | → Rumoi-Hauptlinie        | 1910–                    |
| Bahnhof | 0,0               | Fukagawa (深川)           | 1898–                    |
| Abzweig ehemals geradeaus und nach rechts |                   | ←↑ Hakodate-Hauptlinie    | 1898–                    |
| Haltepunkt / Haltestelle (Strecke außer Betrieb) | 4,7               | Maruyama (円山)           | 1955–1995                |
| Tunnel (Strecke außer Betrieb) |                   | Tadoshi-Tunnel            | Tadoshi-Tunnel           |
| Haltepunkt / Haltestelle (Strecke außer Betrieb) | 10,8              | Kami-Tadoshi (上多度志)   | 1946–1995                |
| Haltepunkt / Haltestelle (Strecke außer Betrieb) | 14,0              | Tadoshi (多度志)          | 1924–1995                |
| Haltepunkt / Haltestelle (Strecke außer Betrieb) | 19,4              | Uma (宇摩)                | 1955–1995                |
| Haltepunkt / Haltestelle (Strecke außer Betrieb) | 22,3              | Horonari (幌成)           | 1926–1995                |
| Haltepunkt / Haltestelle (Strecke außer Betrieb) | 24,1              | Shimo-Horonari (下幌成)   | 1955–1995                |
| Haltepunkt / Haltestelle (Strecke außer Betrieb) | 27,3              | Takadomari (鷹泊)         | 1926–1995                |
| Tunnel (Strecke außer Betrieb) |                   | Horokanai-Tunnel (772 m)  | Horokanai-Tunnel (772 m) |
| Haltepunkt / Haltestelle (Strecke außer Betrieb) | 37,9              | Numaushi (沼牛)           | 1929–1995                |
| Haltepunkt / Haltestelle (Strecke außer Betrieb) | 39,9              | Shin-Nariu (新成生)       | 1955–1995                |
| Bahnhof (Strecke außer Betrieb) | 43,7              | Horokanai (幌加内)        | 1929–1995                |
| Haltepunkt / Haltestelle (Strecke außer Betrieb) | 46,8              | Kami-Horokanai (上幌加内) | 1955–1995                |
| Brücke über Wasserlauf (Strecke außer Betrieb) |                   | Uryū-gawa (2×)            | Uryū-gawa (2×)           |
| Haltepunkt / Haltestelle (Strecke außer Betrieb) | 51,1              | Uembetsu (雨煙別)         | 1931–1990                |
| Brücke über Wasserlauf (Strecke außer Betrieb) |                   | Uryū-gawa                 | Uryū-gawa                |
| Haltepunkt / Haltestelle (Strecke außer Betrieb) | 56,2              | Seiwa-Onsen (政和温泉)    | 1961–1990                |
| Haltepunkt / Haltestelle (Strecke außer Betrieb) | 56,4              | Seiwa-Onsen (政和温泉)    | 1955–1961                |
| Haltepunkt / Haltestelle (Strecke außer Betrieb) | 58,7              | Seiwa (政和)              | 1931–1995                |
| Haltepunkt / Haltestelle (Strecke außer Betrieb) | 64,2              | Shintomi (新富)           | 1955–1990                |
| Haltepunkt / Haltestelle (Strecke außer Betrieb) | 68,6              | Soeushinai (添牛内)       | 1931–1995                |
| Haltepunkt / Haltestelle (Strecke außer Betrieb) | 72,2              | Omagari (大曲)            | 1955–1976                |
| Brücke über Wasserlauf (Strecke außer Betrieb) |                   | Uryū-gawa                 | Uryū-gawa                |
| Haltepunkt / Haltestelle (Strecke außer Betrieb) | 75,5              | Kyōei (共栄)              | 1955–1995                |
| Brücke über Wasserlauf (Strecke außer Betrieb) |                   | Uryū-gawa                 | Uryū-gawa                |
| Bahnhof (Strecke außer Betrieb) | 78,8              | Shumarinai (朱鞠内)       | 1932–1995                |
| Abzweig geradeaus und nach links (Strecke außer Betrieb) |                   | → unvollendete Strecke    | → unvollendete Strecke   |
| Brücke über Wasserlauf (Strecke außer Betrieb) |                   | Uryū-gawa (2×)            | Uryū-gawa (2×)           |
| Haltepunkt / Haltestelle (Strecke außer Betrieb) | 80,7              | Kohan (湖畔)              | 1956–1995                |
| Tunnel (Strecke außer Betrieb) |                   | 1. Uryū-Tunnel            | 1. Uryū-Tunnel           |
| Haltepunkt / Haltestelle (Strecke außer Betrieb) | 85,0              | Utsunai (宇津内)          | 1941–1956                |
| Haltepunkt / Haltestelle (Strecke außer Betrieb) | 89,5              | Fukinodai (蕗ノ台)        | 1941–1990                |
| Tunnel (Strecke außer Betrieb) |                   | 2. Uryū-Tunnel (1005 m)   | 2. Uryū-Tunnel (1005 m)  |
| Haltepunkt / Haltestelle (Strecke außer Betrieb) | 93,6              | Shirakaba (白樺)          | 1941–1990                |
| Haltepunkt / Haltestelle (Strecke außer Betrieb) | 99,0              | Kita-Moshiri (北母子里)   | 1941–1995                |
| Tunnel (Strecke außer Betrieb) |                   | Meiame-Tunnel (1530 m)    | Meiame-Tunnel (1530 m)   |
| Haltepunkt / Haltestelle (Strecke außer Betrieb) | 114,6             | Teshio-Yayoi (天塩弥生)   | 1937–1995                |
| Haltepunkt / Haltestelle (Strecke außer Betrieb) | 117,8             | Nishi-Nayoro (西名寄)     | 1937–1995                |
| Brücke über Wasserlauf (Strecke außer Betrieb) |                   | Teshio-gawa               | Teshio-gawa              |
| Strecke (außer Betrieb) |                   | ↔ Sōya-Hauptlinie         | 1903–                    |
| Abzweig quer, ehemals nach links und ehemals von links · Bahnhof quer | 121,8             | Nayoro (名寄)             | 1903–                    |
| Strecke (außer Betrieb) |                   | ↓ Nayoro-Hauptlinie       | 1919–1989                |

Die Shinmei-Linie (jap. 深名線, Shinmei-sen) war eine Eisenbahnstrecke im Norden der japanischen Insel Hokkaidō. Sie wurde zwischen 1924 und 1941 eröffnet und war bis 1995 in Betrieb.

## Beschreibung
Die 121,8 km lange Shimei-Linie verband im Norden Hokkaidōs die Städte Fukagawa und Nayoro miteinander. Sie war kapspurig, eingleisig und nicht elektrifiziert. Dabei bildete sie eine durch sehr dünn besiedeltes Gebiet führende Alternativroute zur Hakodate-Hauptlinie und zur Sōya-Hauptlinie. Erschlossen wurden insgesamt 28 Bahnhöfe und Bedarfshaltestellen.
Im Bahnhof Fukagawa zweigte die Shinmei-Linie in nördlicher Richtung von der Hakodate-Hauptlinie ab und gelangte nach dem Tadoshi-Tunnel ins Tal des Uryū-gawa. Zwischen Takadomari und Numaushi durchquerte der 772 m lange Horokanai-Tunnel einen Hügelzug, da der Fluss dort weit nach Westen ausgreift. Ab Horokanai verlief die Strecke wieder weitgehend dem Fluss entlang und kreuzte diesen mehrmals. Bei Kohan erreichte sie den Shuraminai-Stausee, den einzigen Stausee Hokkaidōs. Diesen umrundete sie auf seiner West- und Nordseite, dabei durchquerte sie den 1005 m langen 2. Uryū-Tunnel. Durch den 1530 m langen Meiame-Tunnel erreichte sie schließlich das Teshio-Tal und stieß im Bahnhof Nayoro auf die Sōya-Hauptlinie.

## Geschichte
1911 forderten die Einwohner von Horokanai in einer Petition erstmals eine Bahnlinie im Uryū-Tal, fünf Jahre später bildete sich ein Unterstützungskomitee. Es bestand großes Potenzial für Forstwirtschaft und Energiegewinnung durch Wasserkraft; außerdem vermutete man in der Region abbauwürdige Platin-Vorkommen. Aus diesen Gründen unterstützte die Regierung das Vorhaben und wies 1918 das Eisenbahnministerium an, mit den Planungen zu beginnen. Vier Jahre später begannen die Bauarbeiten.
Der erste Abschnitt der Uryū-Linie (雨龍線, Uryū-sen) von Fukagawa nach Tadoshi wurde am 25. Oktober 1924 eröffnet, Takadomari war am 10. November 1926 erreicht. Aufgrund geologischer Schwierigkeiten bei der Errichtung des Horokanai-Tunnels verzögerte sich die Eröffnung des nachfolgenden Abschnitts nach Horokanai um ein ganzes Jahr und fand erst am 8. November 1929 statt. Der nächste Abschnitt nach Soeushinai kam am 15. September 1931 hinzu. Vier Wochen später, am 10. Oktober 1931, erfolgte die Umbenennung in Horokanai-Linie (幌加内線, Horokanai-sen). Am 25. Oktober 1932 reichte sie bis Shumarinai.
1935 begannen die Bauarbeiten an der Meiu-Linie (名雨線, Meiu-sen), einer Verbindung zwischen der Sōya-Hauptlinie und der Horokanai-Linie. Der erste kurze Abschnitt zwischen Nayoro und Teshio-Yayoi war ab 10. November 1937 in Betrieb. Ab 1938 spielte die Horokanai-Linie eine wichtige Rolle beim Bau des Uryū-Dammes und des daran angeschlossenen Wasserkraftwerks. Vor der Flutung des Stausees rodete man die unter dem späteren Seespiegel gelegenen Wälder und transportierte das Holz per Bahn ab. Bei diesen Arbeiten wurden tausende koreanische Zwangsarbeiter unter menschenunwürdigen Bedingungen eingesetzt.
Am 10. Oktober 1941 erfolgte die Eröffnung des noch fehlenden Teilstücks der Meiu-Linie zwischen Shumarinai und Teshio-Yayoi. Sie wurde am selben Tag mit der Horokanai-Linie zur Shinmei-Linie vereinigt. In der Nachkriegszeit entwickelte sich der Shuraminai-Stausee zu einer Tourismusdestination und die Forstwirtschaft besaß weiterhin eine große Bedeutung. Ab 1. April 1955 setzte die Japanische Staatsbahn im Personenverkehr Diesel-Schienenbusse ein, ersetzte sie jedoch drei Jahre später aufgrund der hohen Nachfrage durch Triebwagen. In den Jahren 1955 und 1956 eröffnete sie mehrere neue Haltestellen.
In den 1960er Jahren setzte ein massiver Bevölkerungsschwund ein: Zählte man 1960 in der Gemeinde Horokanai noch 12.000 Einwohner, waren es 30 Jahre später weniger als ein Viertel davon. Die durch bessere Straßen begünstigte Massenmotorisierung und eine Krise in der Forstwirtschaft führten zu konstant sinkenden Fahrgastzahlen und Gütermengen. 1962 begann zwar der Bau einer Zweigstrecke ab Shumarinai, doch die Arbeiten kamen nur schleppend voran und wurden 1970 eingestellt. 1968 erwog die Staatsbahn erstmals die Stilllegung der Shinmei-Linie, was Proteste der Einwohner hervorrief.
Im Februar 1975 verkehrte der letzte von einer Dampflokomotive gezogene Güterzug, am 1. November 1982 stellte die Staatsbahn den unrentabel gewordenen Güterverkehr ganz ein. Der Kostendeckungsgrad der Shinmei-Linie war einer der tiefsten von ganz Japan, weshalb die Staatsbahn danach strebte, die Strecke möglichst bald stillzulegen. Basierend auf dem 1980 beschlossenen Gesetz zur Sanierung der Staatsbahnfinanzen stellte die Staatsbahn im November 1982 einen entsprechenden Antrag. Das Verkehrsministerium lehnte diesen ab, weil noch gar keine durchgehende Straße existierte, auf der ein Busersatzverkehr hätte durchgeführt werden können. So ging die Shinmei-Linie am 1. April 1987 im Rahmen der Staatsbahnprivatisierung in den Besitz von JR Hokkaido über.
1990 schloss JR Hokkaido aus Spargründen fünf besonders schwach frequentierte Stationen. In den frühen 1990er Jahren nutzten nur noch rund 100 Fahrgäste täglich die Shinmei-Linie. Die Situation war derart unhaltbar geworden, dass JR Hokkaido auf eine Stilllegung drängte. Nach drei Monate dauernden Verhandlungen mit den betroffenen Gemeinden erklärte sich das Unternehmen im März 1995 dazu bereit, den Busbetrieb im Uryū-Tal selbst durchzuführen und einen dichteren Fahrplan als bisher anzubieten. Kein anderes Unternehmen war interessiert gewesen. Die Stilllegung erfolgte schließlich am 4. September 1995.

## Liste der Bahnhöfe

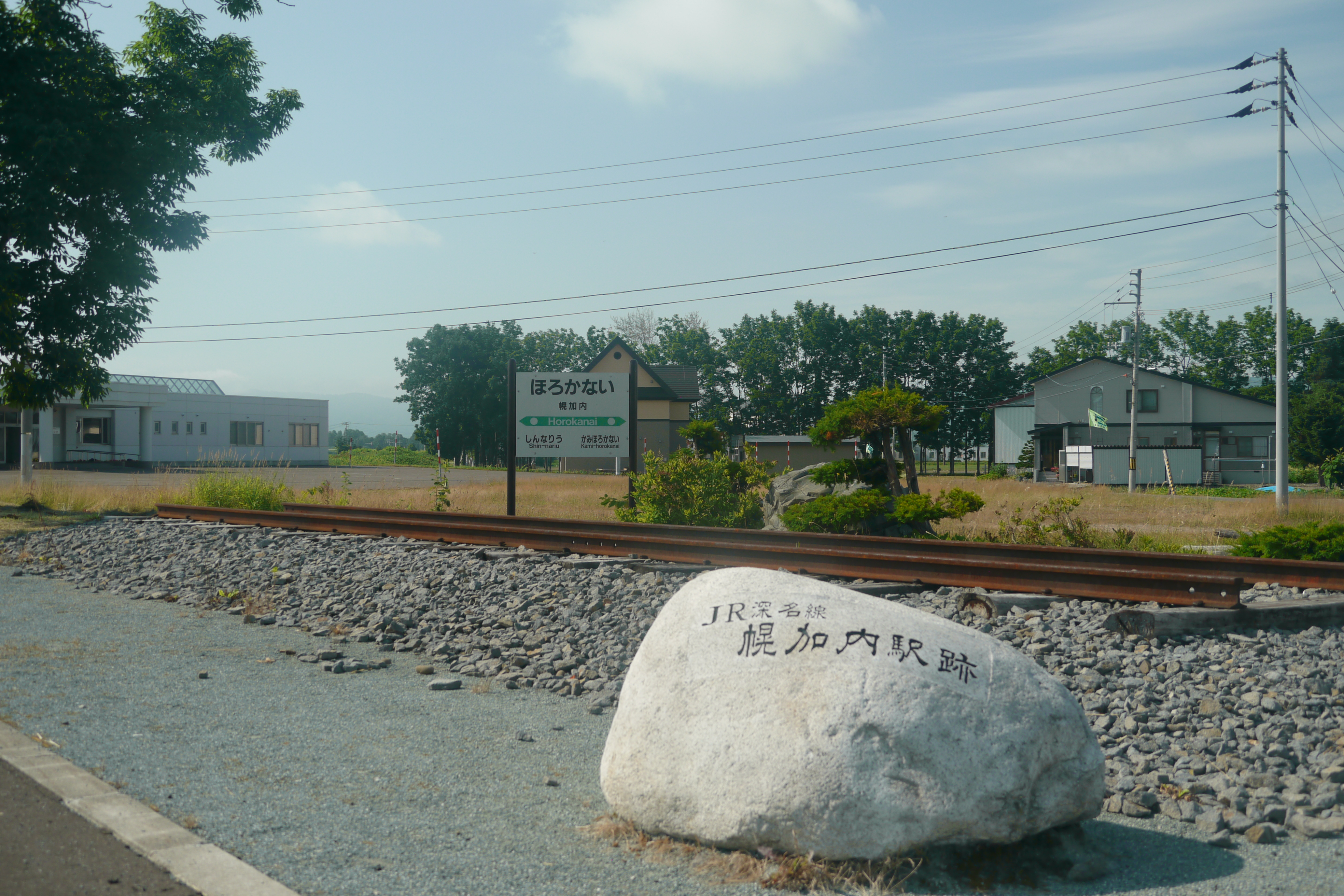
Denkmal beim früheren Bahnhof Horokanai (August 2011)

| Name                      | km    | Anschlusslinien                      | Lage   | Ort       |
| ------------------------- | ----- | ------------------------------------ | ------ | --------- |
| Fukagawa (深川)           | 000,0 | Hakodate-Hauptlinie Rumoi-Hauptlinie | Koord. | Fukagawa  |
| Maruyama (円山)           | 004,7 |                                      | Koord. | Fukagawa  |
| Kami-Tadoshi (上多度志)   | 010,8 |                                      | Koord. | Fukagawa  |
| Tadoshi (多度志)          | 014,0 |                                      | Koord. | Fukagawa  |
| Uma (宇摩)                | 019,4 |                                      | Koord. | Fukagawa  |
| Horonari (幌成)           | 022,3 |                                      | Koord. | Fukagawa  |
| Shimo-Horonari (下幌成)   | 024,1 |                                      | Koord. | Fukagawa  |
| Takadomari (鷹泊)         | 027,3 |                                      | Koord. | Fukagawa  |
| Numaushi (沼牛)           | 037,9 |                                      | Koord. | Horokanai |
| Shin-Nariu (新成生)       | 039,9 |                                      | Koord. | Horokanai |
| Horokanai (幌加内)        | 043,7 |                                      | Koord. | Horokanai |
| Kami-Horokanai (上幌加内) | 046,8 |                                      | Koord. | Horokanai |
| Uembetsu (雨煙別)         | 051,1 |                                      | Koord. | Horokanai |
| Seiwa-Onsen (政和温泉)    | 056,2 |                                      | Koord. | Horokanai |
| Seiwa (政和)              | 058,7 |                                      | Koord. | Horokanai |
| Shintomi (新富)           | 064,2 |                                      | Koord. | Horokanai |
| Soeushinai (添牛内)       | 068,6 |                                      | Koord. | Horokanai |
| Omagari (大曲)            | 072,2 |                                      | Koord. | Horokanai |
| Kyōei (共栄)              | 075,5 |                                      | Koord. | Horokanai |
| Shumarinai (朱鞠内)       | 078,8 |                                      | Koord. | Horokanai |
| Kohan (湖畔)              | 080,7 |                                      | Koord. | Horokanai |
| Utsunai (宇津内)          | 085,0 |                                      | Koord. | Horokanai |
| Fukinodai (蕗ノ台)        | 089,5 |                                      | Koord. | Horokanai |
| Shirakaba (白樺)          | 093,6 |                                      | Koord. | Horokanai |
| Kita-Moshiri (北母子里)   | 099,0 |                                      | Koord. | Horokanai |
| Teshio-Yayoi (天塩弥生)   | 114,6 |                                      | Koord. | Nayoro    |
| Nishi-Nayoro (西名寄)     | 117,8 |                                      | Koord. | Nayoro    |
| Nayoro (名寄)             | 121,8 | Sōya-Hauptlinie                      | Koord. | Nayoro    |